# Kochius barbatus
Espèce
Synonymes
- Vaejovis punctipalpi barbatus Williams, 1971
- Kochius punctipalpi barbatus (Williams, 1971)

Kochius barbatus est une espèce de scorpions de la famille des Vaejovidae.

## Distribution
Cette espèce est endémique de Basse-Californie du Sud au Mexique. Elle se rencontre vers Las Cruces, Santa Rita et San Bartolo et sur Espíritu Santo et La Partida.

## Description
La femelle holotype mesure 50,0 mm et le mâle paratype 49,6 mm.

## Systématique et taxinomie
Cette espèce a été décrite sous le protonyme Vaejovis punctipalpi barbatus par Williams en 1971. Elle suit son espèce dans le genre Kochius. Elle est élevée au rang d'espèce par González Santillán et Prendini en 2013.

## Publication originale
- Williams, 1971 : « New and little known scorpions belonging to the punctipalpi group of the genus Vaejovis from Baja California, Mexico, and adjacent area (Scorpionida: Vaejovidae). » The Wasmann Journal of Biology, vol. 29, no 1, p. 37-63 (texte intégral).